# کتاب قرائت

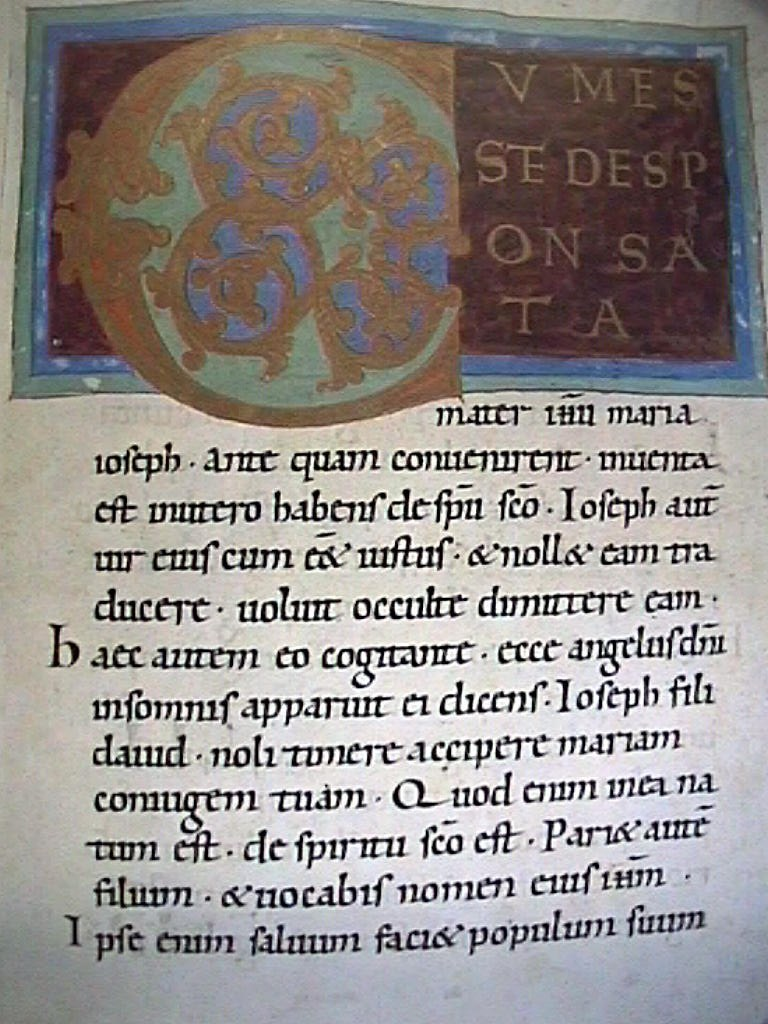
یک کتاب قرائت که حاوی بخش‌هایی از انجیل متی است

کتاب قرائت (به لاتین: lectionarium) به فهرست یا کتابی گفته می‌شود که حاوی بخش‌هایی از مجموعه متون مذهبی یهودی یا مسیحی است که با هدف قرائت در روز یا مراسمی مشخص گردآوری می‌شود. کتاب قرائت را در مسیحیت سریانی قریانا می‌نامیدند که ریشه واژه قرآن است و برخی از محققان اعتقاد دارند قرآن یا حداقل بخش‌هایی از آن (به خصوص سوره‌های مکی) نیز در ابتدا کارکردی مشابه داشته و برای قرائت در مراسم‌ها گردآوری شده‌است.